# سليم إميريش
سليم إميريش (بالإنجليزية: Slim Emmerich)‏ هو لاعب كرة قاعدة أمريكي، ولد في 29 سبتمبر 1919 في ألينتاون في الولايات المتحدة، وتوفي بنفس المكان في 17 سبتمبر 1998.

## وصلات خارجية
- سليم إميريش على موقع دوري كرة القاعدة الرئيسي (الإنجليزية)
- سليم إميريش على موقعبيزبول رفرنس.كوم (الدوري الرئيسي) (الإنجليزية)
- سليم إميريش على موقعبيزبول رفرنس.كوم (الدوري الثانوي) (الإنجليزية)